# Обморок и мама
Обморок и мама (иногда пишется «Обморок Имама») — российско-узбекская этно-фолк группа из Санкт-Петербурга.

## История
Основатель группы Ихтияр Кадыров родился в 1968 году в кишлаке Карамазы около города Ургенч, Узбекская ССР. Музыкой занимался с детства, освоил дойру — узбекский бубен. Переехав в Ленинград в конце 1980-х годов, выступал в ресторане «1001 ночь», где и была создана группа. Название «Обморок и мама» появилось, как считается, после того, как на репетиции ансамбля в обморок упала квартирная хозяйка. В то же время, благодаря игре слов, название читается и как «Обморок Имама».
«Обморок и’мама» завоевал известность исполнением шуточных кавер-версий известных песен, обработанных в стиле узбекской народной песни. Среди таковых — народная «Катюша», «WWW» («Ленинград»), «Кто такая Элис?» (Михаил Башаков), «Ночь в „Пурге“» (Billy's Band), «Я свободен» («Кипелов»), «Русский Народный Блюз» (Константин Арбенин), «You Are Not Alone» (Майкл Джексон), басня «Стрекоза и Муравей». Наибольшую известность трио приобрело после выступления на «Неголубом огоньке» Ren-TV 2003—2004, где «Обморок» исполнил свой кавер на песню «WWW» группы «Ленинград».

## Состав группы
- Ихтияр Кадыров — вокал, дойра.
- Журабек Обдуллаев — тар.
- Алексей Бараков — аккордеон.
- Виталий Погосян — клавиши.

### Бывшие участники
- Мансурбек Саидов — тар.
- Кузибай — тар.